# 瓦西里岛

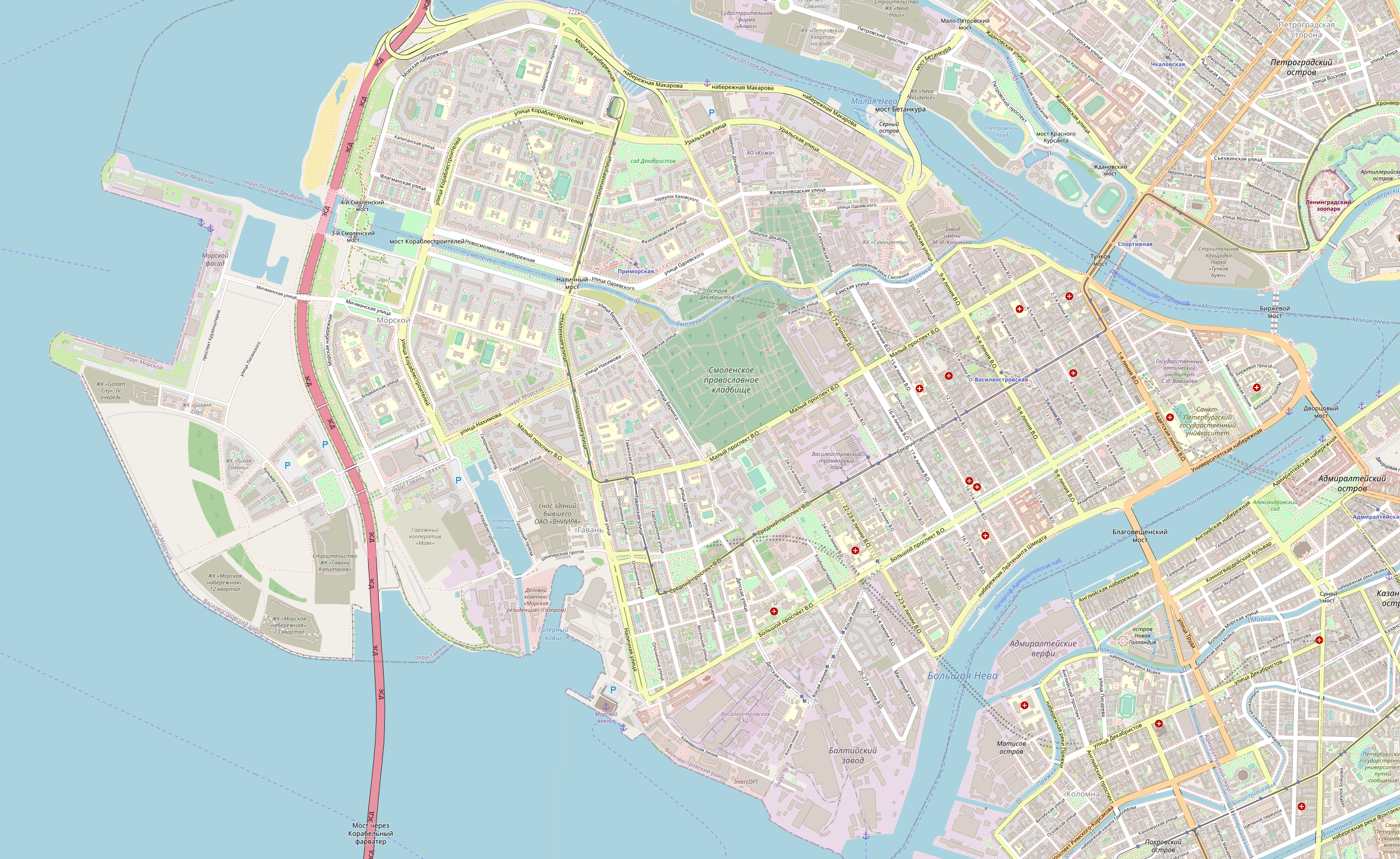
瓦西里岛

59°56′N 30°16′E / 59.94°N 30.26°E
瓦西里岛（羅馬化：Vasilyevskiy ostrov）是俄羅斯圣彼得堡的一个岛屿，南北两面分别是大涅瓦河和小涅瓦河（涅瓦河三角洲），西面是芬兰湾。瓦西里岛区是圣彼得堡市的一个行政区，2002年人口202,650。
该岛与南面的市中心之间，有两座桥宮廷橋和圣母领报桥相连。交易所桥和杜奇科夫桥跨小涅瓦河，连接彼得格勒岛。
该岛的东部和南部较为古老，大部分为19世纪建筑。南部河岸有一些该市最古老的建筑，建于18世纪。这一带的矩形街道网格（原本打算要像修运河，像威尼斯一样），其中有三条东西向干道，称为大街、中街和小街，还有30条南北向小街与之垂直。

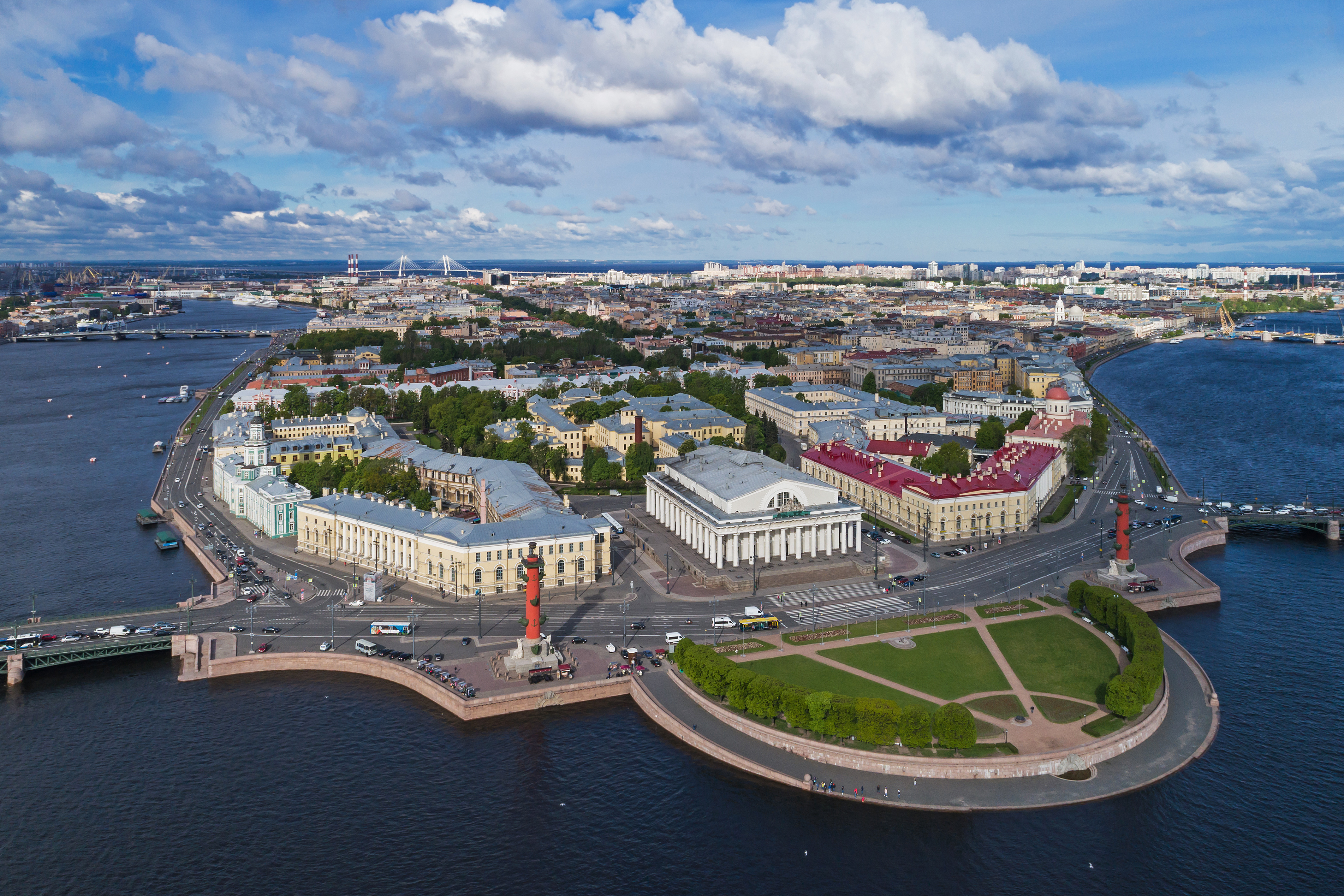
鸟瞰

该岛的西部发展要晚得多，大多是典型的苏联式公寓。与历史中心美丽的涅瓦河畔滨河路对比，瓦西里岛那部分海岸仍是没有文化的荒地，多层公寓楼完全填满了岸边。
圣彼得堡国立大学的主要建筑位于该岛。